# 李蔭五
李蔭五（？年—？年），安徽省阜陽縣人，中华民国政治人物，民國37年（1948年）在安徽省第四選區當選第一屆立法委員。

## 生平[2]
- 青年時代曾參加過中國共產黨，後又參國民黨改組同志會，因此受過通緝逃離阜陽。抗日戰爭開始後，回阜陽搞青抗協會，省青抗七區辦事處主任[3]。後任立煌縣物價管制委員會專員
- 抗戰勝利後，從立煌轉到埠蚌經營茶葉公司
- 民國35年，安徽省參議員
- 民國37年，當選立法委員，曾出席第一屆立法院第一會期。1951年，以奉通緝在案，并經內政部彙案函准立法院查明於第四會期未報到出席，依法註銷名籍[4]
- 1954年6月，中國國民黨革命委員會第一屆蚌埠市委員會秘書處長；1956年12月，第二屆委員會副主委[5]。